# Macrochloa tenacissima
Macrochloa tenacissima (L.) Kunth es el nombre científico del esparto o atocha, planta de la familia de las gramíneas (Poaceae) propia de ambientes esteparios. La denominación anterior Stipa tenacissima L. es ahora sinónima.

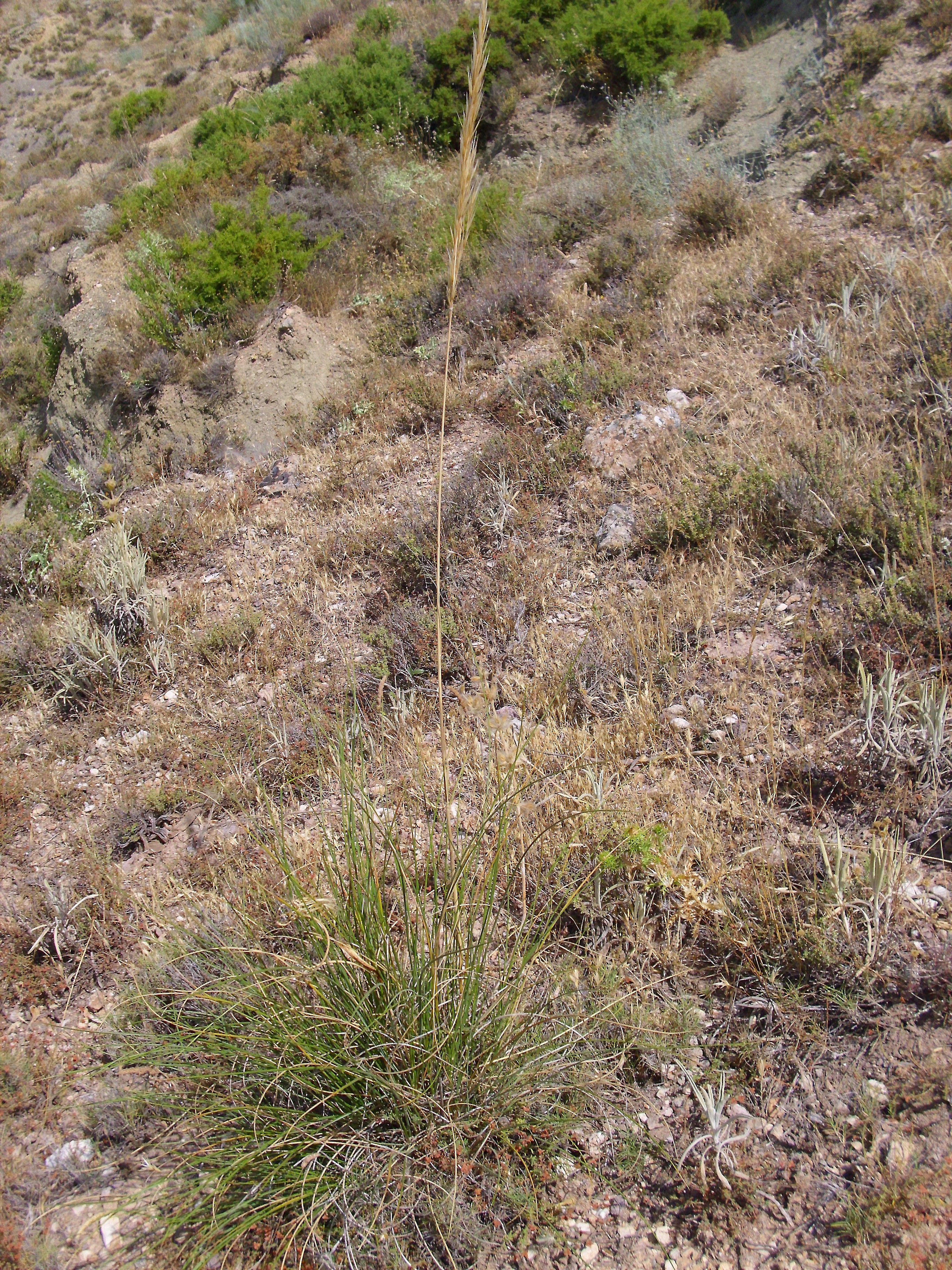
Vista de la planta

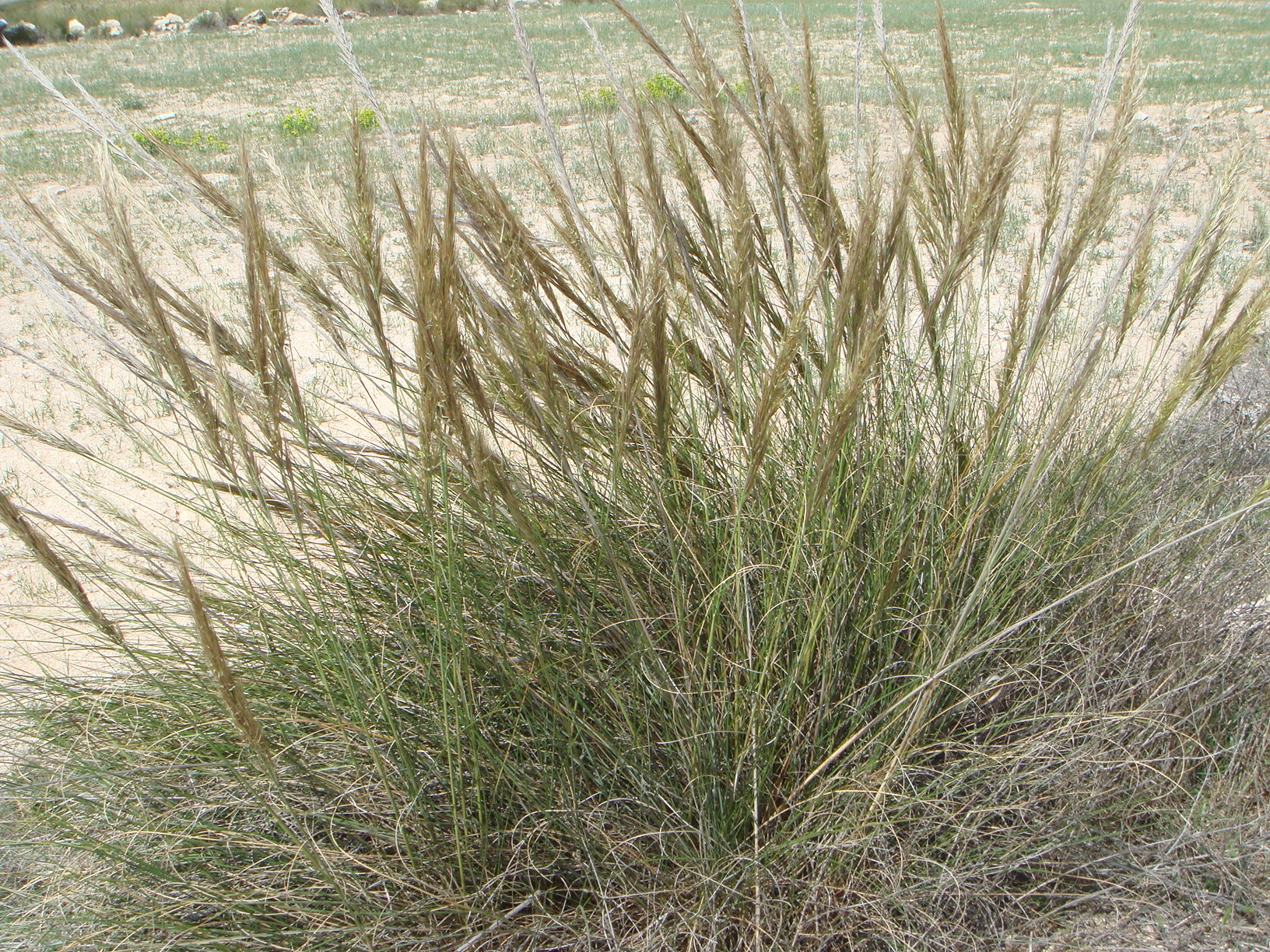
Vista de la planta

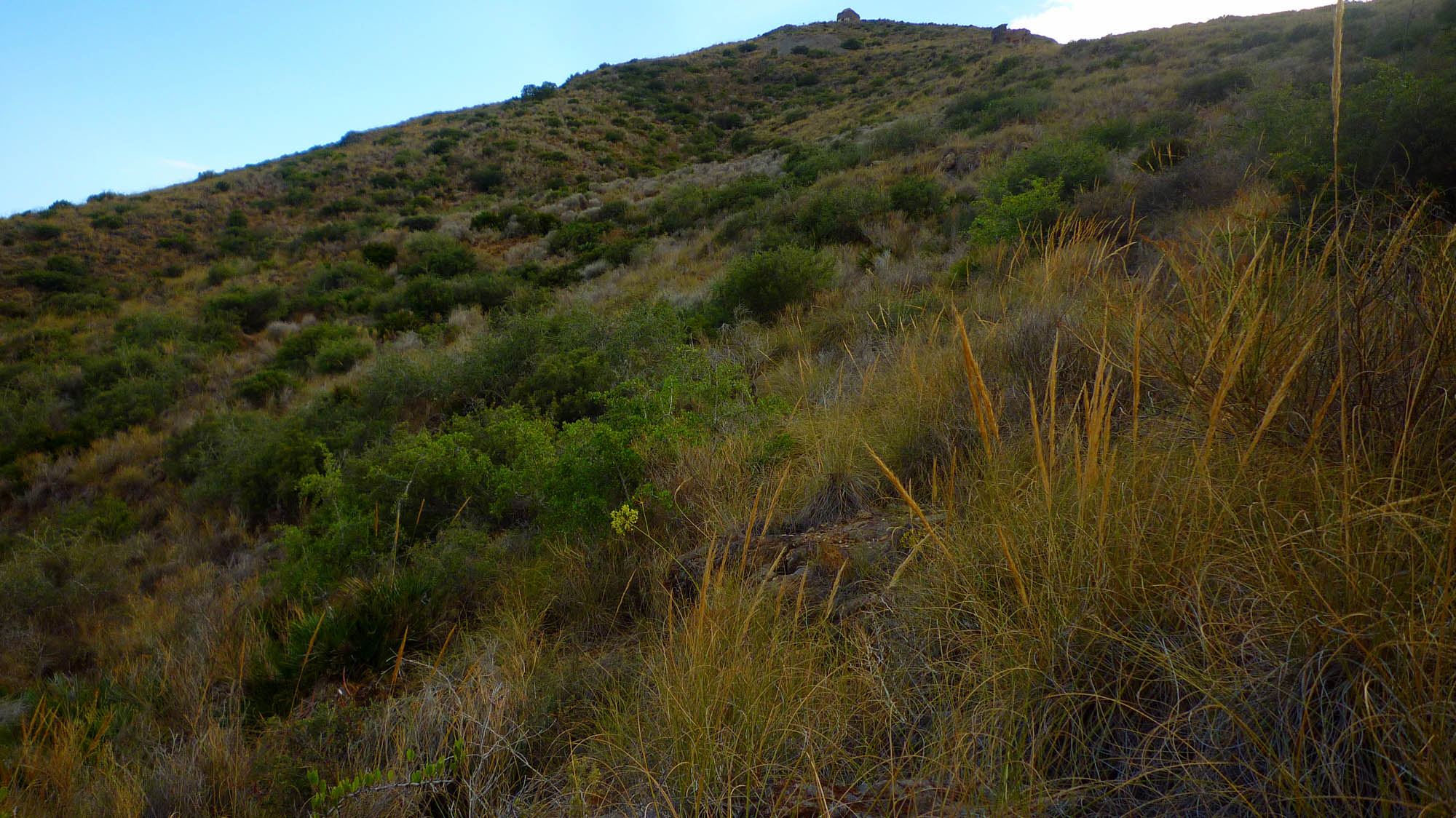
Hábitat

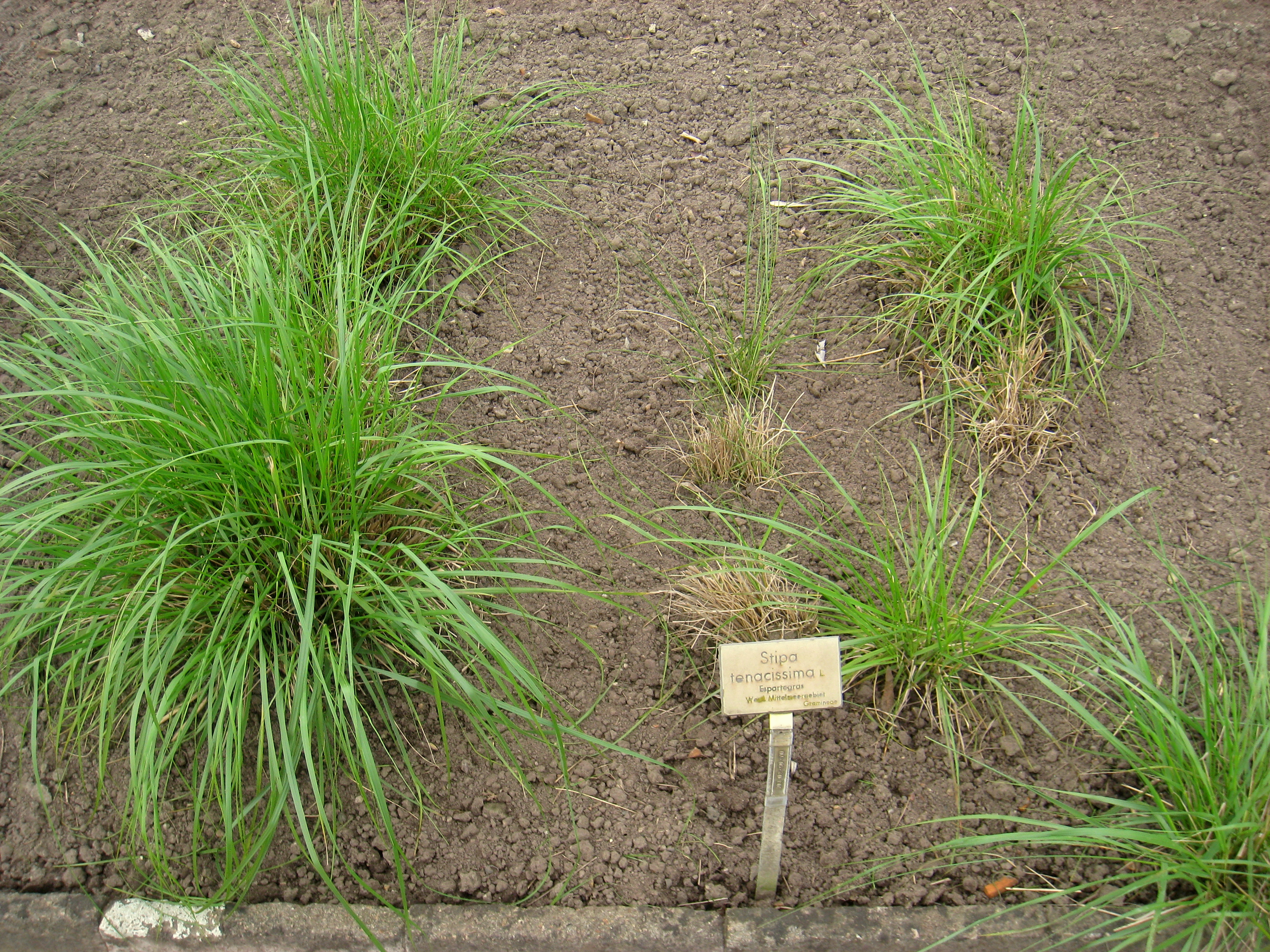
Vista de la planta

## Descripción
El esparto es una hierba perenne, de hasta 1 m de altura, que forma cepellones o macollas dispersas, conocidas como atochas o esparteras. En estos cepellones, los espartos u hojas van brotando hacia el centro de la planta, quedando las hojas viejas bajo esta. En primavera florece, forma sobre largos tallos, unas vistosas espigas, llamadas atochín.

## Distribución y hábitat
El esparto es una planta del Mediterráneo Occidental, de distribución íbero-magrebí, es decir, su área se extiende por las zonas más áridas de la península ibérica (especialmente el sureste y levante, con grandes poblaciones en Andalucía Oriental, Castilla-La Mancha, Murcia, sur de Madrid, Alicante e Ibiza, esporádica en sur Cataluña) y por el Magreb, sobre todo por las altas mesetas previas al desierto del Sahara.
Se desarrolla en condiciones de sequedad y aridez, soportando precipitaciones inferiores a los 200 mm/año, con tendencia a suelos calizos, aunque puede crecer también en suelos no carbonatados. Forma grandes extensiones llamadas espartales. Estos ecosistemas han sido manejados y gestionados desde hace miles de años por el ser humano, de manera que parte de los espartales actuales proceden de plantaciones.

## Usos
El esparto se utiliza desde hace miles de años. Los hallazgos de más de cincuenta momias en la cueva del los Murciélagos en Albuñol (Granada) en 1857 muestran una artesanía depurada del esparto, con cestillos y vestidos trabajados de forma esmerada. Desde los más de 6000 años de antigüedad de estos restos, las técnicas de trabajo del esparto han variado muy poco. Ya en periodo histórico, el esparto hispánico era muy apreciado para la elaboración de sogas y cordelería en los navíos que surcaban el Mediterráneo. Según Plinio y otros historiadores romanos, éstos comenzaron a utilizar el esparto tras las Guerras Púnicas.

Las principales zonas productoras han sido el sureste de la península ibérica, conocido como Campus Spartarius durante el Imperio Romano y las altas mesetas magrebíes que se sitúan entre el Atlas Teliano y el Atlas Sahariano, donde se localiza el "mar de esparto" argelino.

Para los árabes de al-Ándalus, el esparto, llamado en árabe "halfa" siguió siendo un producto forestal importantísimo, importancia que mantuvo durante toda la Edad Media y Moderna. El declive del esparto llegó a partir de los años cincuenta y sesenta del siglo XX, momento en el que la aparición de los plásticos y la importación de otras fibras supuso la caída en picado de la explotación del esparto.
El esparto se usa en cordelería, elaboración de pasta de papel, tejidos tipo pana, estopas para escayolas, xerojardinería y artesanías, especialmente cestería.

El esparto se recolecta en verano, arrancándolo con un bastoncillo terminado en una pequeña porra, llamado palillo, talí o talisa. Sobre este se enrollan los extremos de los espartos, de manera que con un fuerte tirón se extrae un manojo de esparto. Así hasta completar un manojo de más o menos 1,5 kg llamado maña o manada. Luego se extiende al sol. Este esparto sin trabajar se conoce como "esparto crudo". Posteriormente, se sumerge en balsas para su cocido o enriado, proceso de fermentación anaerobia que tiene como objetivo la eliminación de las materias pécticas que engloban las fibras de celulosa. Tras un mes de fermentación, se extrae de las balsas y se pone a secar de nuevo. Una vez seco, se pica para soltar las fibras, obteniéndose el esparto conocido como "esparto picado". Si este se rastrilla, se obtiene el "esparto textil".

Sus hojas filiformes, duras y tenaces, enrolladas cilíndricamente, se usan como fuente de fibras para la industria papelera. Sus fibras cortas (L = 1 mm; A = 10 mm) son muy apropiadas para la producción de papeles finos de impresión por su suavidad y elasticidad. Los papeles resultantes muestran buena formación, alta opacidad, volumen específico, buena porosidad y estabilidad dimensional frente a los cambios de humedad. Estas propiedades lo hacen muy apreciado en billetes de papel. Grandes marcas comerciales lo prefieren en sus envolturas de cigarros. Es la fibra de impresión por excelencia.

Con los "viejos" espartos muertos que quedan bajo la atocha se hacían antorchas, llamadas hachos en La Mancha, y colmenas.

La espiga o atochín se usaba para hacer escobas con las que se barría la chimenea.

## Cestería
El esparto se trabaja en cestería en diversas técnicas, mayoritariamente se hacen trenzados que luego se cosen para dar la forma determinada al trabajo. Cada uno de los haces de esparto que se trenzan se conocen como "ramales" en La Mancha.

El esparto crudo se utiliza en cestería para la elaboración del trenzado conocido como "pleita" o "lata" según comarcas. Con la pleita se hacen cestos, serones, aguaderas, esteras, baleos, garrafas forradas, etc. La pleita tiene a partir de 13 ramales, y de ahí, las hay de 15, 17, 19, 21... También se trabaja cosido en espiral para elaborar cestillos y escriños. El esparto crudo, especialmente en Almería y Murcia, se trabaja también en trama y urdimbre, como si fuera mimbre, dando obras muy finas. Otra técnica de trabajo del esparto crudo es el "esparto enredado" o "punto de capacho", en esta técnica se van trenzando tres ramales, dejando siempre uno suelto que luego sirve para unirse al resto, de forma que no necesita coserse, se obtienen así los cofines o capachas que se empleaban en las almazaras para contener la pasta de la aceituna y las caracoleras o cachuleras que se emplean en el sureste ibérico para coger caracoles.

Con el esparto picado se hacen trenzados de cinco o siete ramales, llamados "recinchos" o "cernejas". Estos trenzados se emplean para terminaciones de trabajos de pleita como los ribetes de los cestos y para cestillos, forrado de botellas, etc. Intervienen también en el trabajo de elaboración de calzados de esparto, llamado alborgas o esparteñas.

## Taxonomía
Stipa tenacissima fue descrita por Carlos Linneo y publicado en Centuria I. Plantarum... 6. 1755.
Etimología
Stipa: nombre genérico que deriva del griego stupe (estopa, estopa) o stuppeion (fibra), aludiendo a las aristas plumosas de las especies euroasiáticas, o (más probablemente) a la fibra obtenida de pastos de esparto.
tenacissima: epíteto latíno que significa "la más tenaz".
Sinonimia
- Lasiagrostis tenacissima (L.) Trin. & Rupr.
- Macrochloa tenacissima (L.) Kunth
- Stipa gabesensis Moraldo, Raffaelli & Ricceri
- Stipa kelibiae Moraldo, Raffaelli & Ricceri
- Stipa kralifii Moraldo, Raffaelli & Ricceri
- Stipa tenacissima var. villosiuscula H.Lindb.
- Stipa tortilis Buch[5][6]

## Nombre común
- ariza, atocha, atochín, atochón, espartera, esparto, esparto fino, esparto ordinario, limpiasantos, raigón.[7]

## Bibliografía

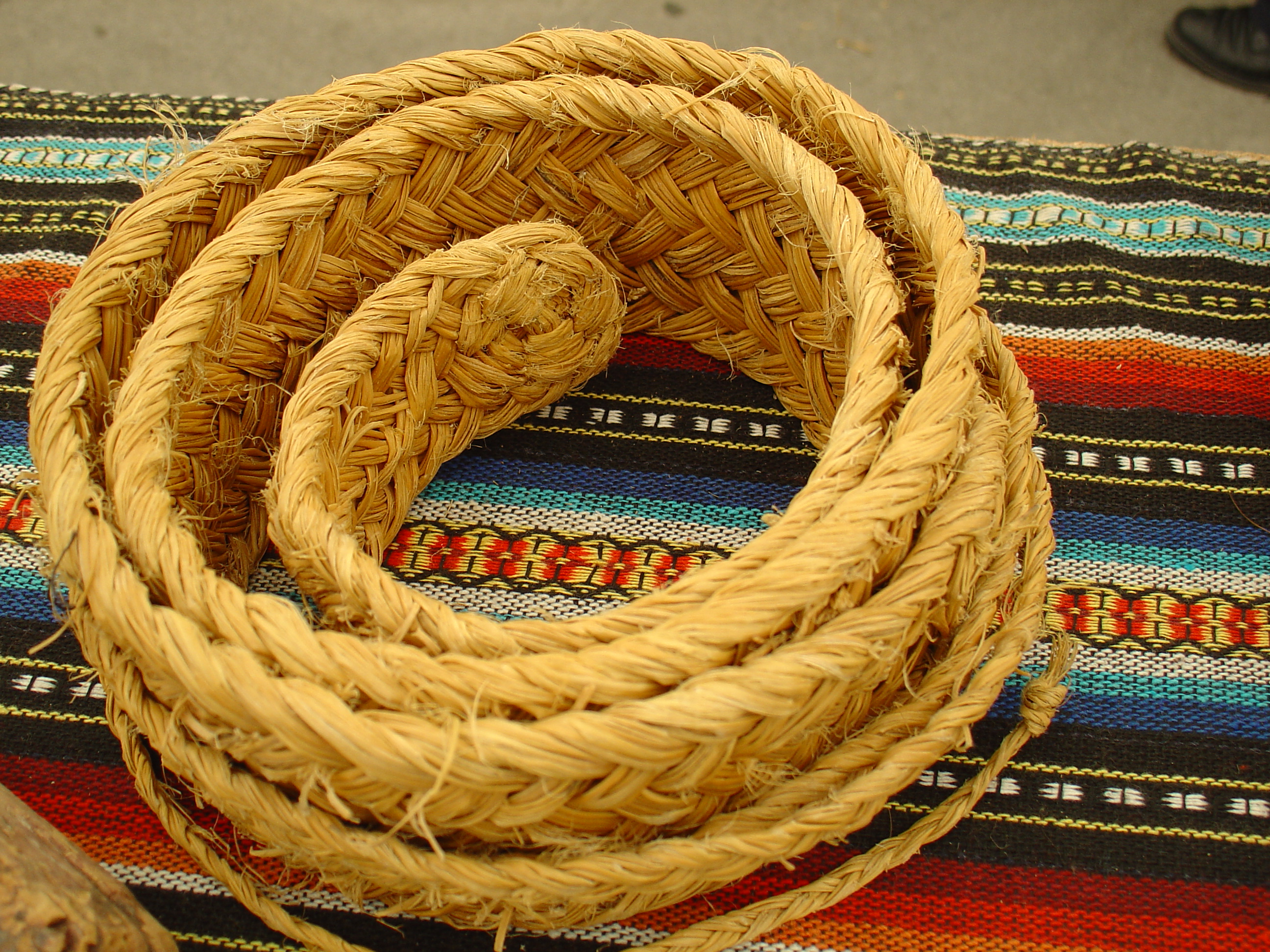
Pleita de artesanía del esparto.